# Rudolf Klement
Rudolf Klement, né le 4 novembre 1908 à Hambourg et mort assassiné en 12 juillet 1938 à Paris, était un militant trotskyste allemand. Il fut secrétaire de Léon Trotski.
Il meurt en 1938 assassiné par des agents des services secrets soviétiques.

## Biographie
Fils d’un architecte allemand, Rudolf Klement né le 4 novembre 1908 à Hambourg. C’est dans cette même ville qu’il entreprendra des études de philosophie et entrera au Parti communiste d'Allemagne (KPD).
Au sein du KPD, il est actif dans l’Opposition de Gauche ce qui lui vaut d’être exclu du parti en 1932. Rudolf Klement étant polyglotte, Georg Jungclas, le leader local de l’Opposition de Gauche, lui demande d’aller rejoindre Léon Trotski sur l’île de Büyükada (où Trotski vit en exil depuis 1929) en qualité de secrétaire et de traducteur. Rudolf Klément arrive sur l’île début mai 1933 puis suit Trotski en France en juillet 1933. Il ne suit en revanche pas Trotski lorsque celui-ci est expulsé de France et doit s’exiler en Norvège en juin 1935.
Resté en France, Rudolf Klement poursuit ses activités militantes. Il entre ainsi au secrétariat international de la Ligue communiste internationale (qui prend le relais de l’Opposition Internationale de Gauche à partir de 1933) et en devient le secrétaire administratif. Il est en même temps membre de la commission des affaires étrangères de l'IKD (Internationale Kommunisten Deutschlands, la section allemande de la Ligue communiste internationale). Durant ces années, il utilise des pseudonymes : Frédéric, Ludwig, Walter Steen, Camille, Adolphe… tout en étant hébergé par des militants du POI (dont Léo Malet).
Klément disparaît le 12 juillet 1938, à l'issue d'une séance de travail au domicile de Léo Malet, 224 rue de Vanves, 14ème. Quelques jours plus tard, la copie d’une lettre prétendument adressée par Rudolf Klement à Léon Trotsky est envoyée à différents leaders trotskystes (Jean Rous, Pierre Naville, Henk Sneevliet et Georges Vereeken). Dans cette lettre Rudolf Klement annonçait sa rupture avec la Quatrième Internationale accusée de « collaboration objective avec les fascistes ». La rédaction de cette lettre est attribuée au NKVD.
À la fin août, deux sacs contenant des morceaux de corps humain (sans la tête) sont successivement repêchés dans la Seine et identifiés comme étant la dépouille de Rudolf Klement. Dans son autobiographie, Pavel Soudoplatov, responsable en chef de l'assassinat de Trotsky, explique comment il a été assassiné et ses assassins décorés. L'un d'eux, Alexandre Traubman, avait gagné sa confiance et était devenu son assistant.
Le corps de Klement repêché, L'Humanité, s'efforçant de couvrir les actions des services spéciaux soviétiques, explique que les restes ne peuvent être ceux du secrétaire de Léon Trotski, celui-ci ayant été aperçu à Perpignan. L’Humanité s’efforça par la suite de brouiller les pistes et de nier que Klement eût été assassiné. 